# Fokker T.VIII
Fokker T.VIII là một loại thủy phi cơ trinh sát và ném bom-ngư lôi hai động cơ của Hà Lan, được phát triển vào cuối thập niên 1930, nó được không quân Hà Lan, Anh và Đức sử dụng.

## Biến thể
T.VIII W/G
T.VIII W/M
T.VIII W/C

## Quốc gia sử dụng
Phần Lan
- Không quân Phần Lan

 Germany
- Luftwaffe

 Hà Lan
- Không quân Hải quân Hà Lan

 Anh Quốc
- Không quân Hoàng gia

## Tính năng kỹ chiến thuật (T.VIII W/G)
Dữ liệu lấy từ Encyclopedia of Military Aircraft
Đặc tính tổng quan
- Kíp lái: 3
- Chiều dài: 13 m (42 ft 8 in)
- Sải cánh: 18 m (59 ft 1 in)
- Chiều cao: 5 m (16 ft 5 in)
- Trọng lượng có tải: 5.000 kg (11.023 lb)
- Động cơ: 2 × Wright R-975-E3 Whirlwind , 336 kW (451 hp) mỗi chiếc

Hiệu suất bay
- Vận tốc cực đại: 285 km/h (177 mph; 154 kn) trên độ cao 3,000 m (10 ft)
- Tầm bay: 2.750 km (1.709 mi; 1.485 nmi)
- Trần bay: 6.800 m (22.310 ft) [2]

Vũ khí trang bị

- 2 × súng máy 7,92 mm (0.312 in)
- 600 kg (1,323 lb) bom hoặc ngư lôi